# Kościół św. Michała Archanioła w Bystrzycy Kłodzkiej
Kościół św. Michała Archanioła w Bystrzycy Kłodzkiej – główna świątynia parafii św. Michała Archanioła. Kościół był wzmiankowany już w 1336 roku, na przestrzeni wieków był wielokrotnie rozbudowywany.

## Historia
Pierwsze wzmianki o kościele pochodzą z roku 1336, niestety nie wiadomo jaki był wtedy wygląd budowli. W XIV w. do najstarszej romańskiej części dobudowano trzyprzęsłowy korpus nawowy, adaptując mury pierwotnie wzniesionej świątyni. W północno-zachodnim narożniku wzniesiono wieżę, a do prezbiterium dobudowano pomieszczenie dla chóru. W roku 1426 podczas oblężenia husytów runęła wieża kościoła, która była włączona w obręb murów miejskich i została podkopana przez wojska oblegające Bystrzycę Kłodzką. W 1475 r. kościół spłonął, a następnych latach został odbudowany. W roku 1497 dobudowano wieloboczne zakończenie prezbiterium, oraz nową nawę od południa, a w roku 1511 dwie kaplice – również od strony południowej. W 1676 r. świątynie odrestaurowano, a w roku 1793 dobudowano od północnej strony nową zakrystię. W latach 1914–1915 rozbudowano bryłę w kierunku zachodnim, dodając po cztery nowe przęsła. Wtedy też wyburzono starą wieżę, zastępując ją nową od południa i dobudowano kruchtę od zachodu.

Decyzją wojewódzkiego konserwatora zabytków z dnia 2 stycznia 1950 r. budynek został wpisany do rejestru zabytków.

## Architektura
Kościół jest budowlą wzniesioną z kamienia i cegły, posiada dwie nawy, siedem przęseł i czworoboczną wieżę, w górnej części przechodzącej w ośmiobok, zwieńczoną wysokim hełmem z trzema prześwitami. Bryła jest nakryta dwoma dachami dwuspadowymi. Świątynia posiada dwa prezbiteria, dwie kruchty i zakrystię. Wnętrze przykryte jest sklepienie krzyżowo-żebrowymi. W kościele zachowało się sporo kamiennych detali architektonicznych, pochodzących z XIII i XIV w. takich jak: portale, kapitele, obramienia okienne i żebra. Najstarszym z zachowanych w świątyni zabytków jest rzeźba Matki Boskiej z Dzieciątkiem, umieszczona na głównym ołtarzu. Pochodząca z XV w. figura jest złocona i pokryta polichromią. Z roku 1577 pochodzi wykuta z piaskowca chrzcielnica, bogato zdobiona herbami m.in. orłem piastowskim, czeskim lwem i herbami fundatorów i rzeźbą Madonny, z wykutym na trzonie cytatem z Ewangelii św. Marka. Poza tym w kościele zachowało się dużo innych zabytków, między innymi: barokowa krata z XVII w., neogotycka ambona z 1874 r., czy prospekt organowy z 1753 r, polichromowana empora z 1583. W prezbiterium rzeźby św. Franciszka Ksawerego i św. Jana Nepomucena dłuta Michaela Klahra starszego. Rzeźba Chrystusa Frasobliwego z 1740, w kruchcie renesansowe epitafium Koschwitzów z I poł. XVI.

## Galeria

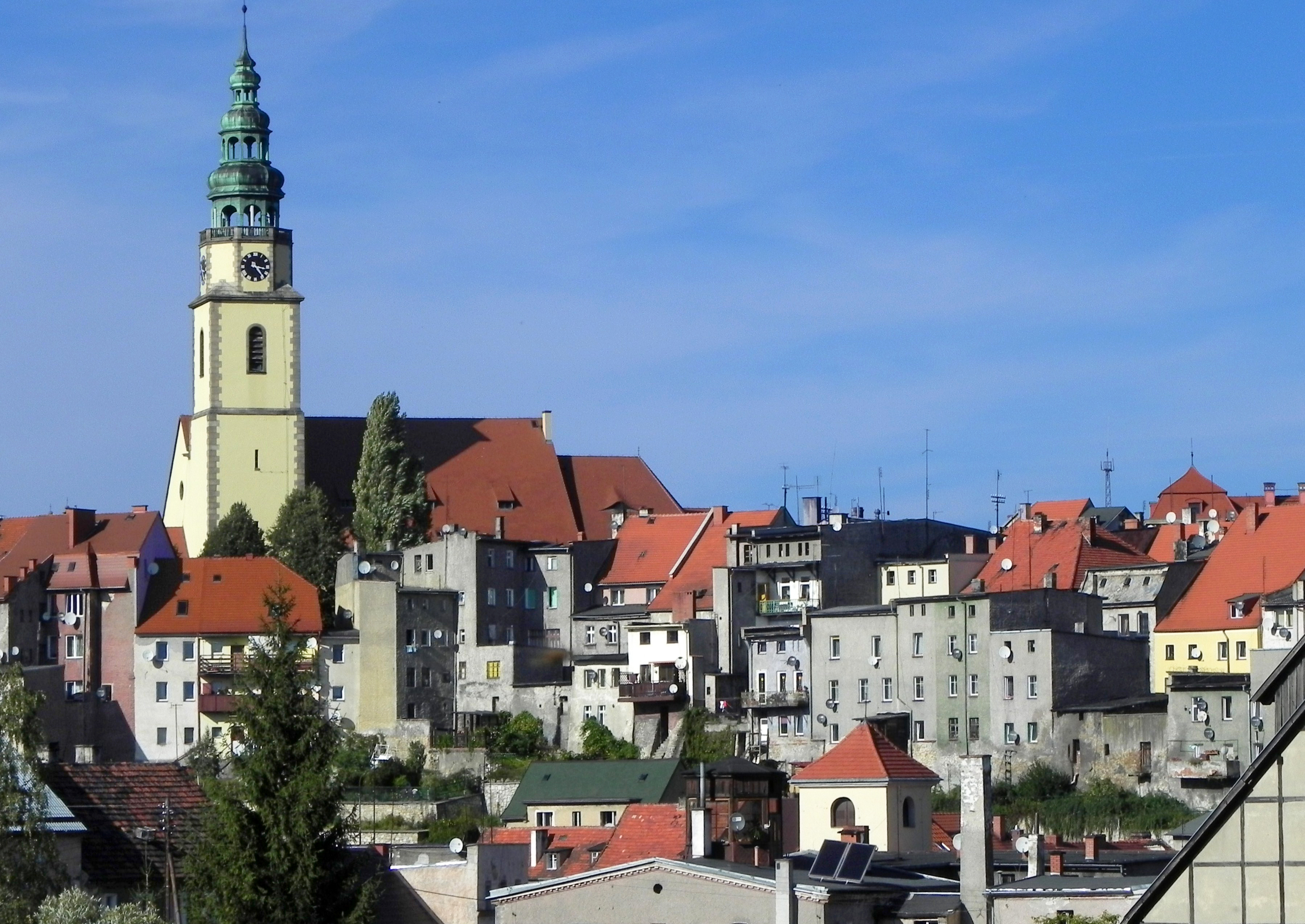
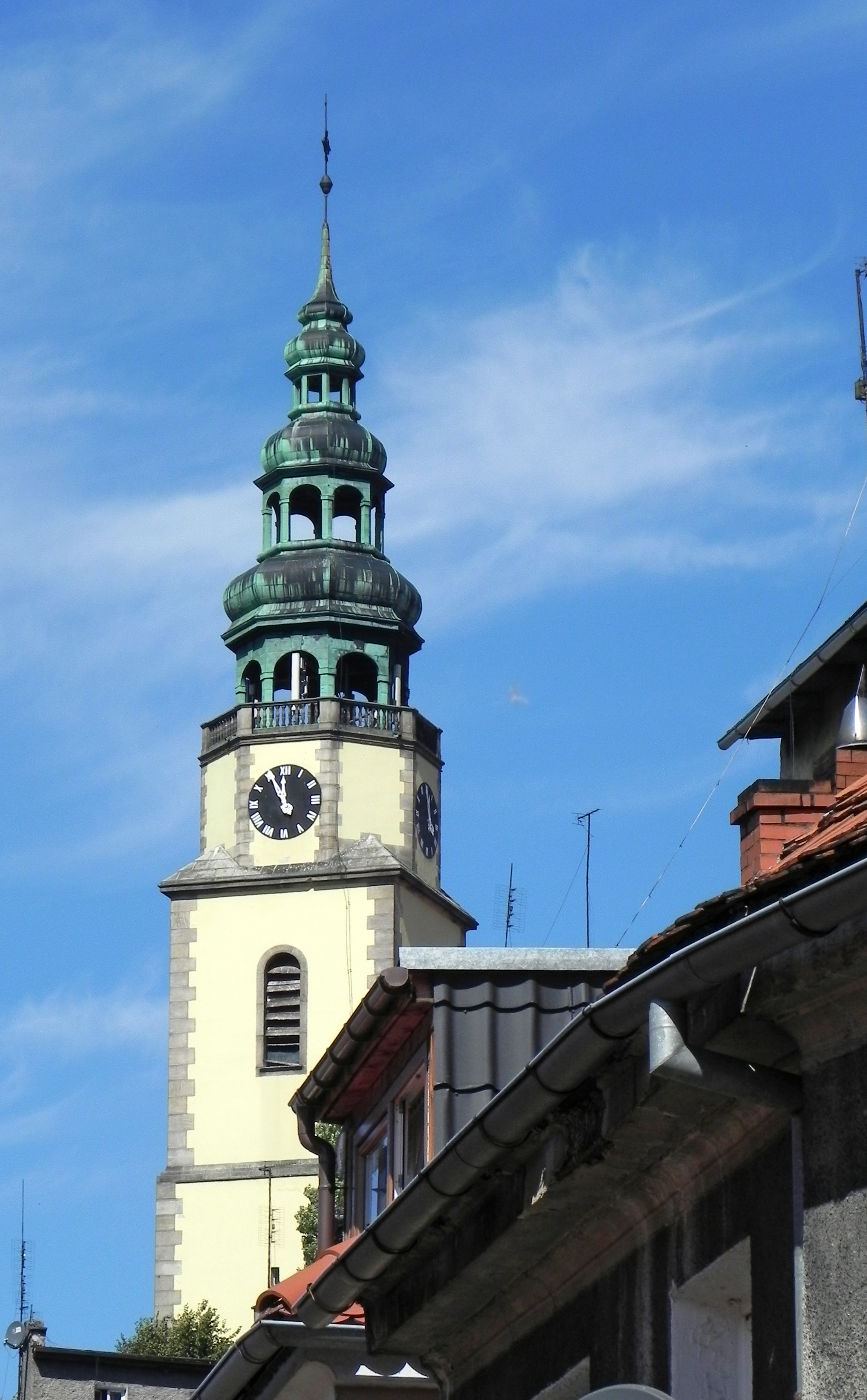
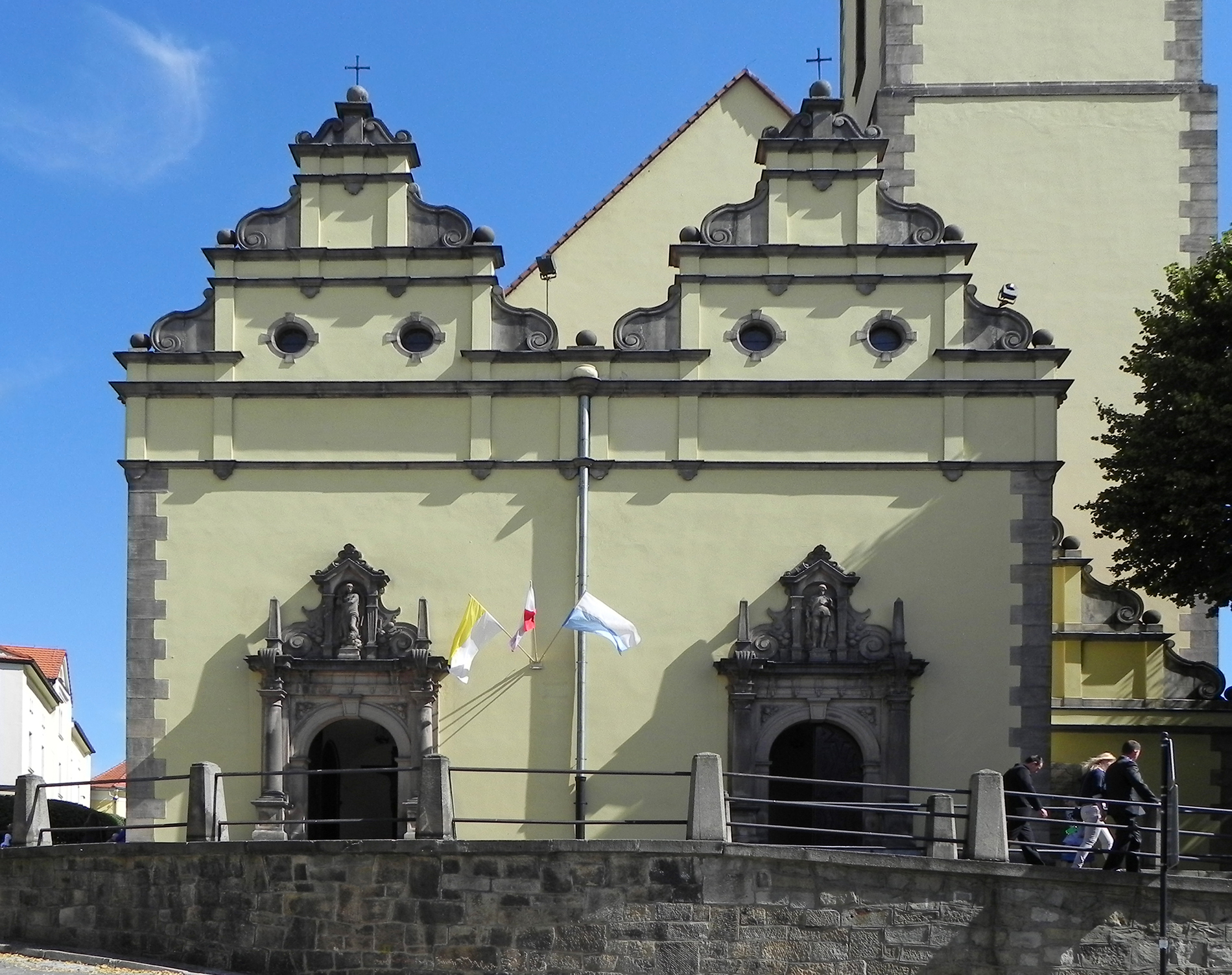
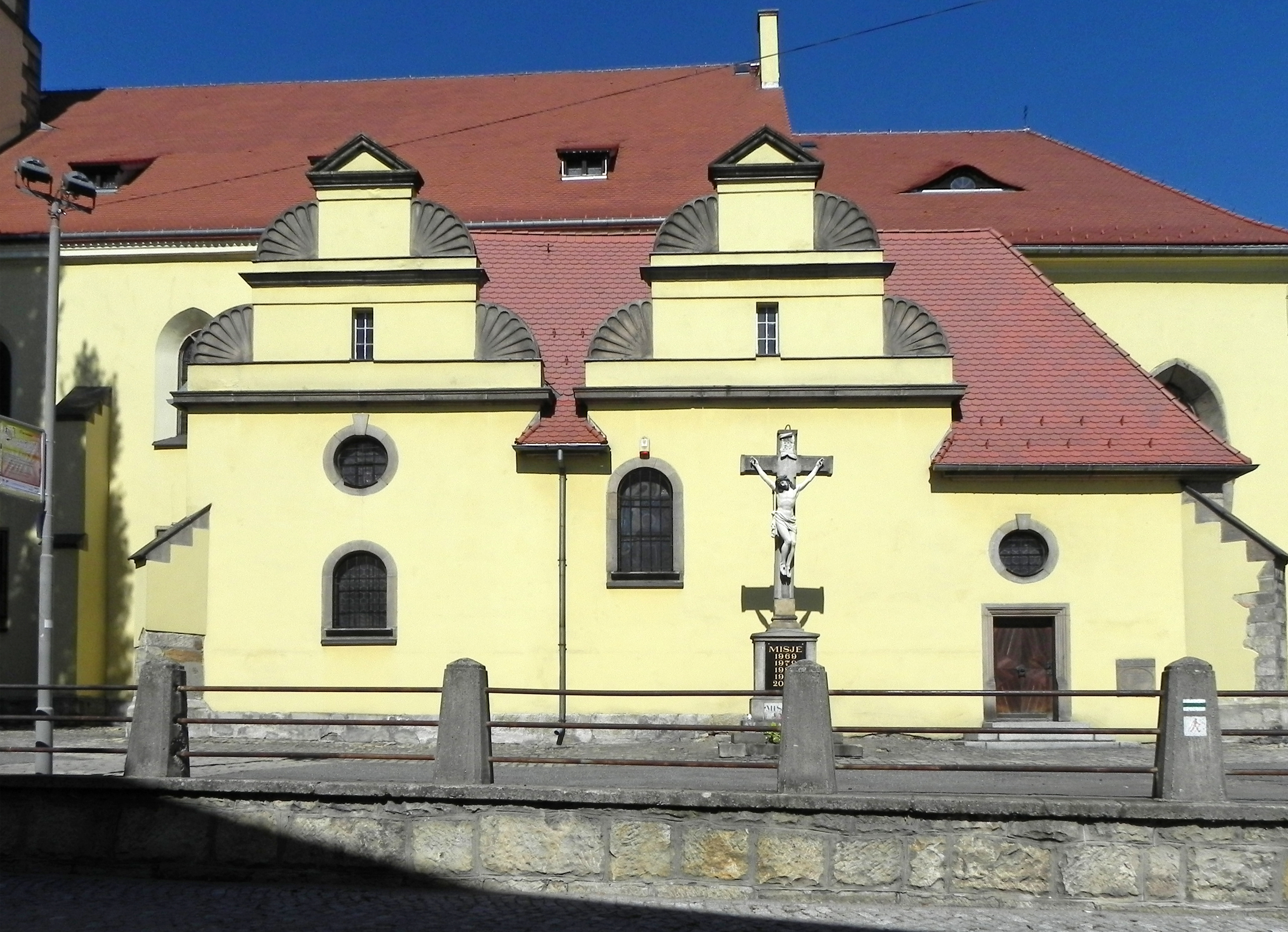
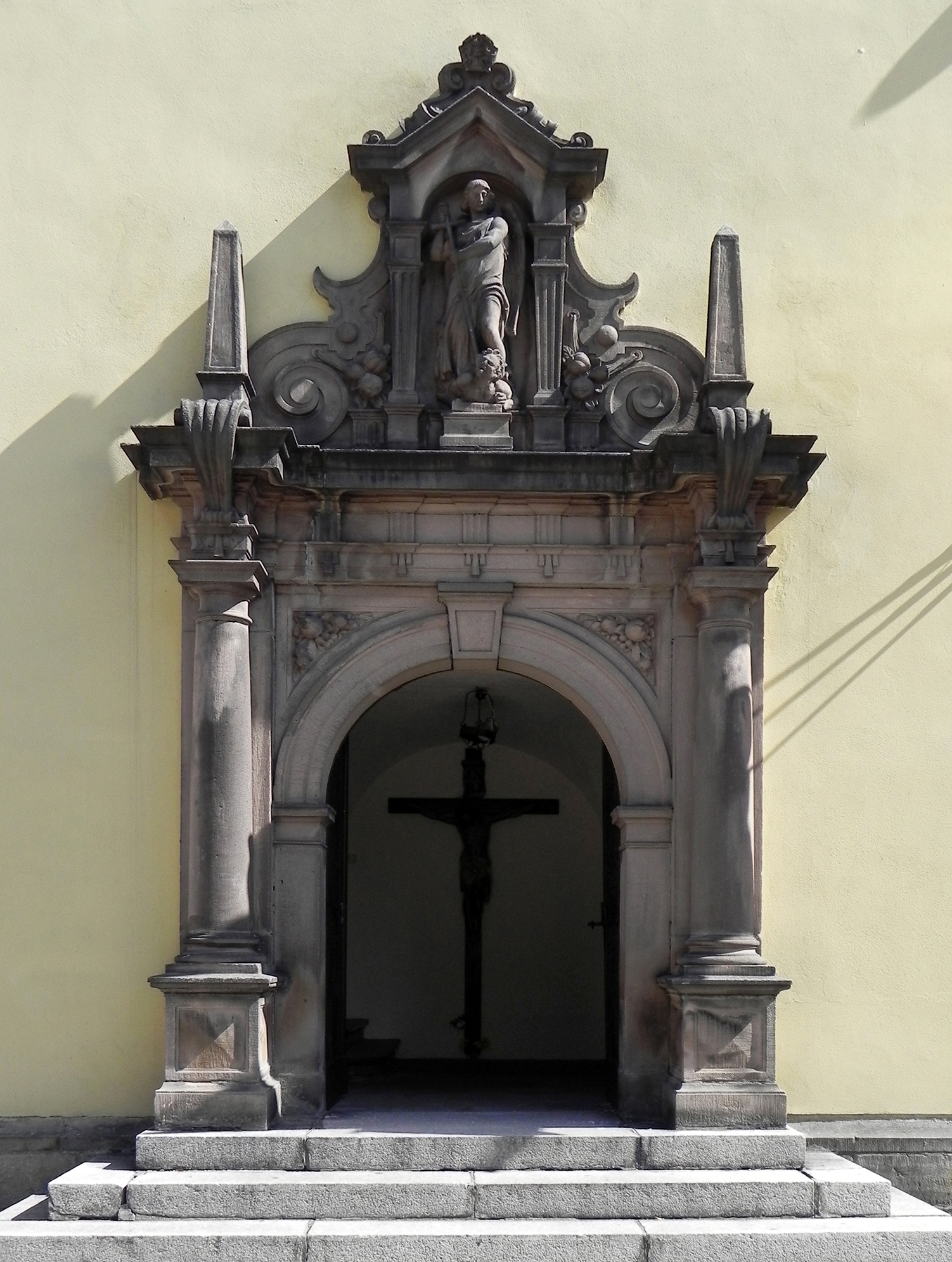
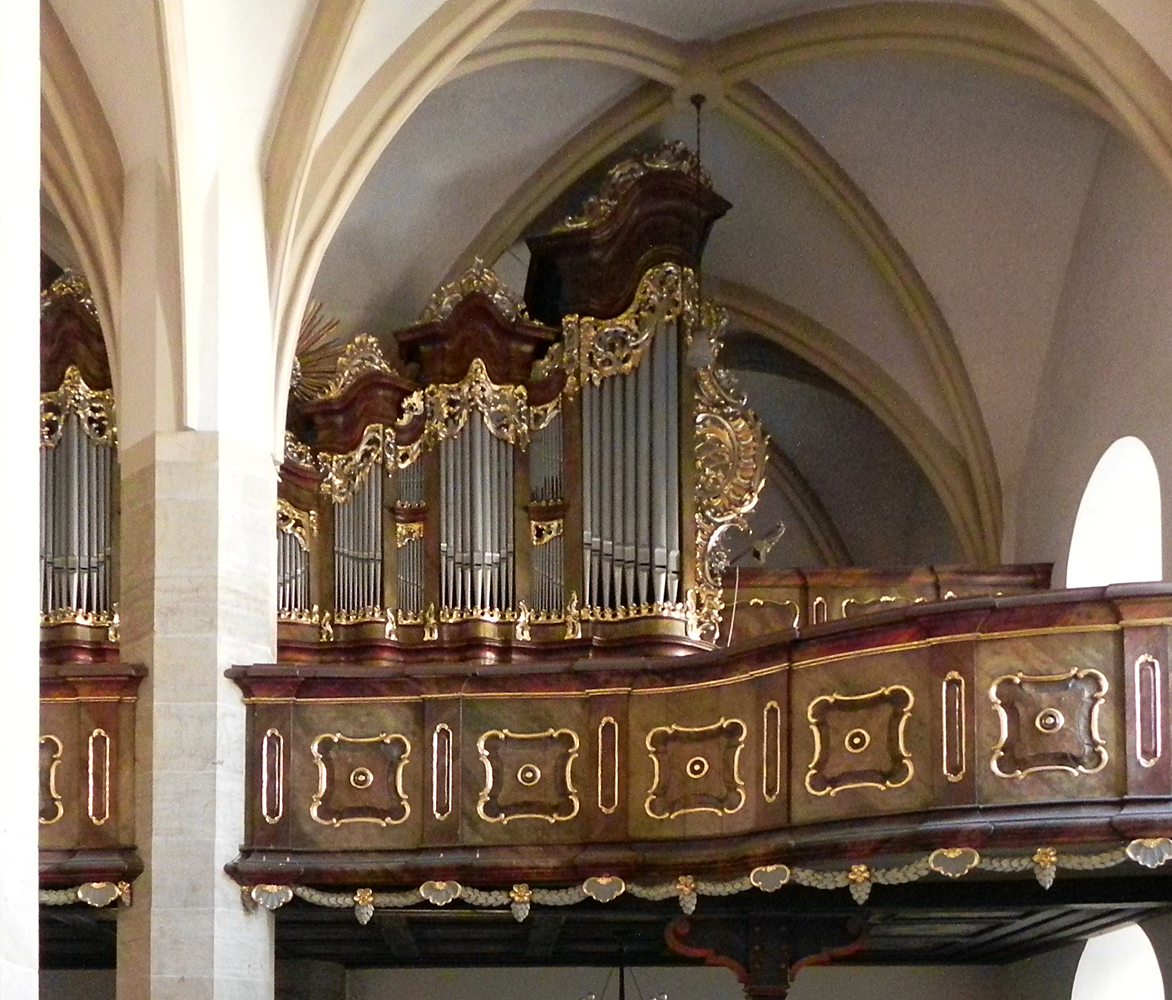